# کامل کنته
کامل کنته (انگلیسی: Kamil Conteh؛ زادهٔ ۲۶ دسامبر ۲۰۰۲) بازیکن فوتبال است.